# Oezbekistan op de Olympische Winterspelen 2002
Tijdens de Olympische Winterspelen van 2002, die in Salt Lake City (Verenigde Staten) werden gehouden, nam Oezbekistan voor de derde keer deel.

## Deelnemers en resultaten
(m) = mannen, (v) = vrouwen 

### Alpineskiën
| Olympiër            | Discipline | Resultaat | Prestatie                          |
| ------------------- | ---------- | --------- | ---------------------------------- |
| Komil Oeroenbajev   | slalom (m) | dnf-2     | opgave run 2 — 1.04,09+dnf         |
| Elmira Oeroembajeva | slalom (v) | 38e       | 2.24,90 (+38,80) — 1.14,51+1.10,39 |

### Kunstrijden
| Olympiër                             | Discipline | Resultaat | Prestatie                               |
| ------------------------------------ | ---------- | --------- | --------------------------------------- |
| Roman Skornjakov                     | mannen     | 19e       | 29,0 p. (korte kür: 20 - lange kür: 19) |
| Tatjana Malinina                     | vrouwen    | dnf       | opgave (korte kür: 13)                  |
| Natalja Ponomarjova Jevgeni Sviridov | paarrijden | 18e       | 27,0 p. (korte kür: 18 - lange kür: 18) |

Amerikaanse Maagdeneilanden · Andorra · Argentinië · Armenië · Australië · Azerbeidzjan · België · Bermuda · Bosnië en Herzegovina · Brazilië · Bulgarije · Canada · Chili · China · Chinees Taipei · Costa Rica · Cyprus · Denemarken · Duitsland · Estland · Fiji · Finland · Frankrijk · Georgië · Griekenland · Groot-Brittannië · Hongarije · Hongkong · Ierland · IJsland · India · Iran · Israël · Italië · Jamaica · Japan · Joegoslavië · Kameroen · Kazachstan · Kenia · Kirgizië · Kroatië · Letland · Libanon · Liechtenstein · Litouwen · Macedonië · Mexico · Moldavië · Monaco · Mongolië · Nederland · Nepal · Nieuw-Zeeland · Noorwegen · Oekraïne · Oezbekistan · Oostenrijk · Polen · Roemenië · Rusland · San Marino · Slovenië · Slowakije · Spanje · Tadzjikistan · Thailand · Trinidad en Tobago · Tsjechië · Turkije · Venezuela · Verenigde Staten · Wit-Rusland · Zuid-Afrika · Zuid-Korea · Zweden · Zwitserland

Uitgesloten van deelname: Puerto Rico